# Ford Ranger Cup 2007/08
Der Ford Ranger Cup 2007/08 war die 39. Austragung der nationalen List A Cricket-Meisterschaft in Australien. Der Wettbewerb wurde zwischen dem 10. Oktober 2007 und 23. Februar 2008 zwischen sechs australischen First-Class-Vertretungen der Bundesstaaten ausgetragen. Im Finale konnte sich Tasmanien mit 1 Wicket (D/L) gegen  Victoria durchsetzen.

## Format
Die sechs Mannschaften spielten in einer Gruppe jeweils acht Spiele gegen die anderen Mannschaften. Für einen Sieg gibt es vier Punkte, für ein Unentschieden oder No Result zwei und für eine Niederlage keinen Punkt. Ein Bonuspunkt wird vergeben, wenn bei einem Sinn die eigene Runzahl die des Gegners um das 1,25-fache übersteigt, ein weiterer, wenn sie sogar mehr als das Doppelte des Gegners beträgt. Des Weiteren ist es möglich, dass Mannschaften Punkte abgezogen bekommen, wenn sie beispielsweise zu langsam spielen. Der Gruppenerste und -zweite qualifiziert sich für das Finale.

## Resultate

### Gruppenphase
Tabelle
| Teams             | Sp. | S | N | U | R | NR | BP | Ded | Punkte | NRR    |
| ----------------- | --- | - | - | - | - | -- | -- | --- | ------ | ------ |
| Victoria          | 10  | 7 | 3 | 0 | 0 | 0  | 4  | 0   | 32     | +0.563 |
| Queensland        | 10  | 7 | 3 | 0 | 0 | 0  | 1  | 0   | 29     | +0.261 |
| South Australia   | 10  | 4 | 5 | 0 | 0 | 1  | 2  | 0   | 20     | −0.290 |
| Tasmanien         | 10  | 4 | 5 | 0 | 0 | 1  | 2  | 0   | 20     | −0.606 |
| Western Australia | 10  | 4 | 6 | 0 | 0 | 0  | 3  | 0   | 19     | +0.080 |
| New South Wales   | 10  | 2 | 6 | 0 | 0 | 2  | 2  | 0   | 14     | −0.259 |

## Finale
| 23. Februar Scorecard | Hobart | Victoria 158 (37.3)                         | – | Tasmanien 131-9 (30.1/31) |
|                       |        | Tasmanien gewinnt mit 1 Wicket (D/L method) |   |                           |